# Charles Genty
Pour les articles homonymes, voir Genty.
Charles Genty est un caricaturiste, illustrateur (graveur sur bois, aquafortiste) et peintre français, né le 17 juin 1876 à Jargeau (Loiret) et mort à Paris 4e le 3 août 1956,.
Il a vécu dans le 18e arrondissement de Paris, résidant au 3, rue Nobel et ayant son atelier rue Saint-Vincent.

## Biographie

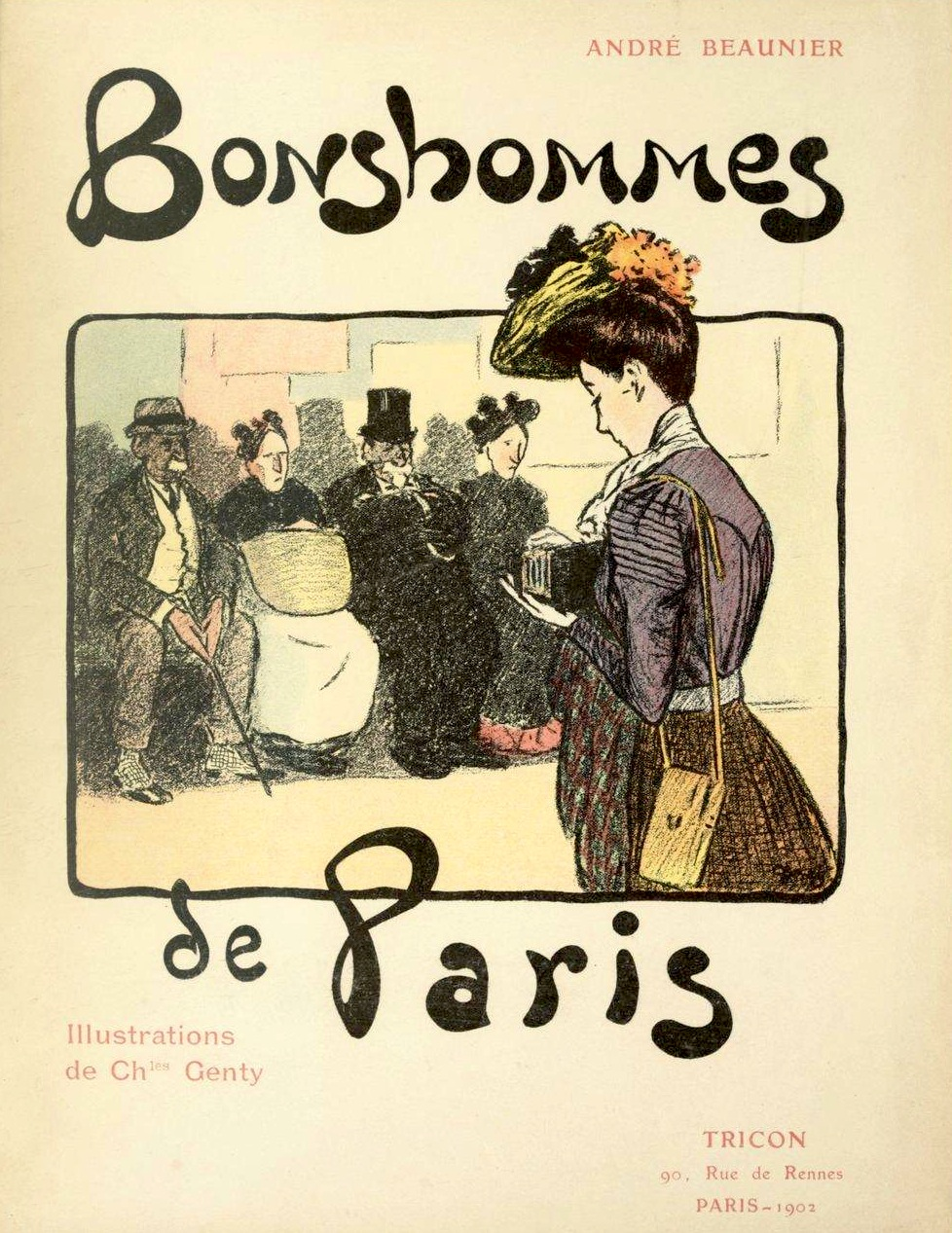
Illustration de la couverture de l'ouvrage "Bonshommes de Paris" d'André Beaunier.

Charles Marie Jean Jacques Genty naît le 17 juin 1876 au domicile familial de la place de la Porte-Neuve à Jargeau, dans le département du Loiret, ses parents étant Charles Marie Genty, peintre vitrier, et son épouse née Marie Cécile Nicolle, couturière.
Après avoir été l'élève du peintre français Fernand Cormon, Charles Genty est soldat de deuxième classe au 76e régiment d'infanterie à Orléans en 1896.
Il illustre des journaux satiriques tels que Le Rire, Le Rire rouge, Ridendo, La Baïonnette, J'ai vu..., d'autres comme Les Annales politiques et littéraires… et de nombreux livres et textes. Il crée des affiches et expose ses peintures de scènes rurales et paysages marins à Paris.
Passionné de marionnettes, il crée dans son atelier de la rue Saint-Vincent un petit théâtre de guignol où l'on joue notamment des pièces de Joseph Hémard.
On connaît à Charles Genty le tempérament facétieux de ses dessins puisqu'avec André Warnod, Roland Dorgelès et Pierre Girieud, il est l'instigateur du fameux canular qui consiste, en protestation contre ce qu'ils estiment être les excès de l'art moderne, à faire accrocher au Salon des indépendants de 1910 le tableau Coucher de soleil sur l'Adriatique signé Boronali (anagramme d'Aliboron) qui fera date dans l'histoire du faux, en réalité peint sous constat d'huissier par la queue d'un âne devant le Lapin Agile,. 
Le fait qu'il soit mobilisé pendant la Première Guerre mondiale joue un rôle dans sa dénonciation des « atrocités allemandes » où l'on retrouve des stéréotypes germanophobes issus de la guerre franco-allemande de 1870, que pour faire état de la vie du poilu dont il offre une vision déformée dans l'intention de faire drôle : « la guerre doit être drôle, la vie du front est croquée comme une suite de délassements de plein air, veine déjà traitée par la carte postale ». Dans La Baïonnette (n°25 du 23 décembre 1915), Charles Genty prête ainsi au poilu une fête de Noël faite de colis de victuailles et de « bombance alimentaire » et, explique Laurent Bihl, « l'univers satirique paiera cher ce type de bobards, après la guerre, lorsqu'une vision rétrospective de cet univers de guerre révélera l'ampleur de la falsification ». Charles Genty dégage également du conflit des visions satiriques des alliés étrangers, publiant en particulier, toujours dans La Baïonnette (15 juin 1916), un dessin relatif au flegme britannique, de même que dans son illustration du roman de Charles Derennes Les conquérants d'idoles qui paraîtra en feuilleton dans l'hebdomadaire J'ai vu..., sa vision de l'Indien d'Amérique, impliqué lui aussi dans la guerre de 1914-1918, procède d'un imaginaire à resituer dans les mentalités de 1919, dénonçable aujourd'hui. 
Charles Genty épouse Rachel Bibes le 12 mars 1918 en la mairie du 18e arrondissement de Paris.
Charles Genty meurt à Paris le 3 août 1956 à l'âge de 80 ans.

## Œuvres

### Affiches
- Les Folies Marigny, 1er avril : Grand tournoi international de boxe anglaise[4].

### Illustrations bibliophiliques
- André Beaunier Bonshommes de Paris, illustrations de Charles Genty, chez Tricon Éditeur, Paris, 1902.
- Charles Derennes, Les conquérants d'idoles, parution en feuilleton dans l'hebdomadaire J'ai vu..., illustrations de Charles Genty, du 9 mai au 9 juin 1919[11].
- Honoré de Balzac (préface de Marcel Bouteron), La rabouilleuse - Scènes de la vie de province, gravures sur bois de Charles Genty, Boivin & Cie, 1923.
- Tristan Bernard, Le cercle enchanté - Scènes de la vie du boxeur, eaux-fortes de Charles Genty, Le Goupy, Paris, 1924.
- Edmond Haraucourt, L'amour et l'esprit gaulois à travers l'histoire du XVe au XXe siècle, illustrations d'André Devambez, Édith Follet, Charles Genty, Manuel Orazi, René-Xavier Prinet..., quatre volumes, Éditions Martin-Dupuis, 1927.
- Honoré de Balzac, Le Colonel Chabert, eaux-fortes de Charles Genty, La Tradition, 1942.
- Honoré de Balzac, Le Cousin Pons, eaux-fortes de Charles Genty, Éditions littéraires de France, 1942.
- Honoré de Balzac, Le Médecin de campagne, eaux-fortes de Charles Genty, Éditions littéraires de France, vers 1942.
- George Sand, La Mare au diable, vingt-quatre eaux-fortes de Charles Genty, La Tradition, 1944.
- Honoré de Balzac, Eugénie Grandet, eaux-fortes de Charles Genty, Éditions littéraires de France, 1945.
- Honoré de Balzac, Scènes éparses - Portrait et silhouettes, illustrations dans le texte par Charles Genty, Nouvelle Société d'édition, 1945.
- Honoré de Balzac, Le Père Goriot, eaux-fortes de Charles Genty, Éditions littéraires de France, 1946.
- Henry Bordeaux, La robe de laine, illustrations en couleurs de Charles Genty, Éditions Colbert, 1947.
- Gustave Flaubert, Un cœur simple, eaux-fortes de Charles Genty, Éditions de la Cité, 1946.
- Honoré de Balzac, Scènes de la vie militaire, cinquante volumes, Charles Genty parmi les illustrateurs, Éditions Albert Guillot, 1946-1953.
- Honoré de Balzac, La vieille fille, illustrations en couleurs de Charles Genty, Éditions Albert Guillot, Paris, 1951.

### Peintures
- Gray (Haute-Saône), musée Baron-Martin :
  - Étude de vieille paysanne, 1892, crayon, 34 x 31 cm ;
  - Étude de porcs, sanguine; 34 x 22 cm ;
  - Le Poulet flambé dans l'âtre, fusain, 44 x 32 cm ;
  - La Belle dans la nuit ou Le Soir sur le boulevard, pastel, 55 x 46 cm ;
  - Le Retour des travailleurs, huile sur toile, 38 x 46 cm.

### Faïence
- Scènes de boxe humoristiques, suite de huit assiettes de la Faïencerie de Lunéville, 1910.
- Série Charles Genty, assiettes à dessert parlantes, demi-porcelaine de Badonviller, vers 1920.

## Expositions
- Salon des artistes français, à partir de 1896[12]
- Salon de la Société des amis des arts d'Orléans, salle des fêtes d'Orléans, mai-juin 1897[3].
- Exposition universelle de 1900[13].
- Salon d'automne, 1907[14].
- Montmartre et le Boulevard, Galerie Devambez, Paris, 1911.
- Salon des humoristes, Niort (septembre-octobre 1916), puis itinérant : La Rochelle (novembre 1916)[15], Poitiers, Angers, Bordeaux[16].
- L'humour à Montmartre de Poulbot à nos jours, Musée de Montmartre, septembre-octobre 2010[17].
- Brouillon Kub : les artistes cubistes et la caricature, LaM, Musée d'art moderne de Villeneuve-d'Ascq, juin-novembre 2014 et Belfort, décembre 2014 - mars 2015[18].

## Réception critique
- « Il signe quelques affiches, illustre des livres pour enfants, des romans de Balzac, des Contes de Tristan Bernard. En même temps, il envoie au Salon, dès sa vingtième année, des toiles, des pastels et des aquarelles d'une matière serrée, très subtile dans ses rapports de tons : des intérieurs, des rues de Paris, des paysages de la Méditerranée, d'Espagne et de Turquie. » - Gérald Schurr[12]

## Distinctions
- Mention honorable, Exposition universelle de 1900[13].
- Membre du Comité d'honneur de la Société des dessinateurs humoristes.
- Chevalier de la Légion d'honneur, décret du 29 janvier 1937[2].

## Musées
- Musée de Montmartre, Paris[17].
- Maison de Balzac, Paris, dessins originaux pour Eugénie Grandet, 1945[19].
- Musée des beaux-arts d'Agen.
- Musée Jean-de-La-Fontaine, Château-Thierry.
- Musée Baron-Martin, Gray (Haute-Saône), La belle dans la nuit, pastel[20].